# New Mexico Military Institute
New Mexico Military Institute (NMMI – udtalt "Nimmy") er en offentlig skole lokaliseret i Roswell i New Mexico i USA. NMMI har en 4-års collegeforberedene high school og en 2-års junior college. Skolen blev grundlagt i 1891 af Joseph C. Lea, der valgte Col. Robert S. Goss som administrator for Goss Military Institute, og inspireret af Virginia Military Institute, er det et af de fem Military Junior Colleges i USA.

## Bemærkelsesværdige personer derfra
- Conrad Hilton – grundlæggeren af den internationale hotelkæde Hilton.
- Owen Wilson – kendt filmskuespiller (Bottle Rocket, Shanghai Knights, Wedding Crashers)

Der er typisk omkring 980 kadetter, hvoraf 95 procent uddaner sig på de 4-årige skoler.